# Clinocera cucama
Clinocera cucama är en tvåvingeart som beskrevs av Smith 1962. Clinocera cucama ingår i släktet Clinocera och familjen dansflugor. Inga underarter finns listade i Catalogue of Life.